# سرنا
سُرنا یا سورْنا نام ساز بادی باستانی ایرانی است که از چوب ساخته می‌شود و از دسته سازهای دو زبانه است. سرنای محلی بیشتر با دهل نواخته می‌شود و در بعضی نواحی مانند بختیاری و شوشتر و دزفول و همچنین در موسیقی ۲۴ مقوم شوشتر از سرنای کوچک استفاده می‌شود.

## ریشه واژه

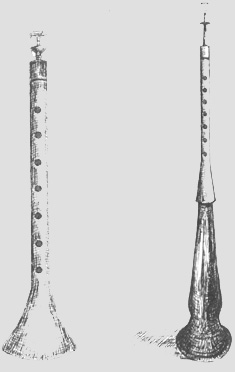
تصویر سرنا

سُرنا و کَرنا هر دو به معنی بوق و با لغت (به انگلیسی: Horn) در انگلیسی از یک ریشه می‌باشند. در اصل در میان اقوامی که زبان هندواروپایی اولیه را صحبت می‌کردند این ساز به علت اینکه از شاخ حیوانات ساخته می‌شد به این نام نامیده شده. شاهد دیگری که به این ادعا و مشابهت مهر تأیید می‌زند نام ذوالقرنین، به معنی دارنده دو شاخ است. قَرن که مُعَرَّب کَرن است (که در اسم کَرنا مشاهده می‌شود) به معنی شاخ می‌باشد. البته سُرنای کنونی به مراتب از بوق‌های شاخی اولیه پیشرفته‌تر است، ولی عضوی از خانوادهٔ سازهای بادی یا بوقی به‌شمار می‌آید.
اما داریوش صفوت واژهٔ سرنا رو کوتاه‌شدهٔ «سور نای» می‌داند که سور به معنی جشن، و نای همان نی است. او این ساز را یک نوا ابوای قوی با صدای ممتاز می‌داند که اصالتاً در جشن‌های شادمانی عمومی به ویژه در روستاها به کار گرفته می‌شده‌است.

## سرنا در ایران
سرنا سازی نه تنها محلی، بلکه قدیمی است. در اشعار شعرای ایران بسیار نام سرنا، سورنا و سورنای آمده‌است. این ساز در لرستان، سیستان ، بلوچستان و خراسان و همچنین استان هرمزگان از دیرباز رواج داشته و حتی امروزه نیز در مجالس شادی و به هنگام خواندن ترانه‌های محلی این نواحی بکار می‌رود.
در نواحی لرستان سرنای کوچک و در نواحی بختیاری سرنای بلند برای مراسم شادی و غم و سرنای کوتاه بیشتر برای مراسم غم معمول است. سرنای محلی معمولاً با دهل نواخته می‌شود. در میان سرنا نوازان مشهور ایرانی می‌توان از علی‌اکبر مهدی‌پور دهکردی، نوازندهٔ نوروزنامه یا همان موسیقی هنگام تحویل سال نو و نیز رضا مریدی دلفان و شامیرزا مرادی نوازنده سرنای کوچک (کوتاه) نام برد. همچنین نواختن ساز سرنا در استان هرمزگان و شهر میناب و در مراسم جشن و پایکوبی مخصوصاً در عروسی‌ها رایج است.

## رخنه در فرهنگ
همچنین ضرب‌المثلی در پارسی برگرفته از این ساز ساخته‌شده‌است که می‌گوید:
آدم ناشی، سرنا را از سر گشادش می زنه

## نگارخانه

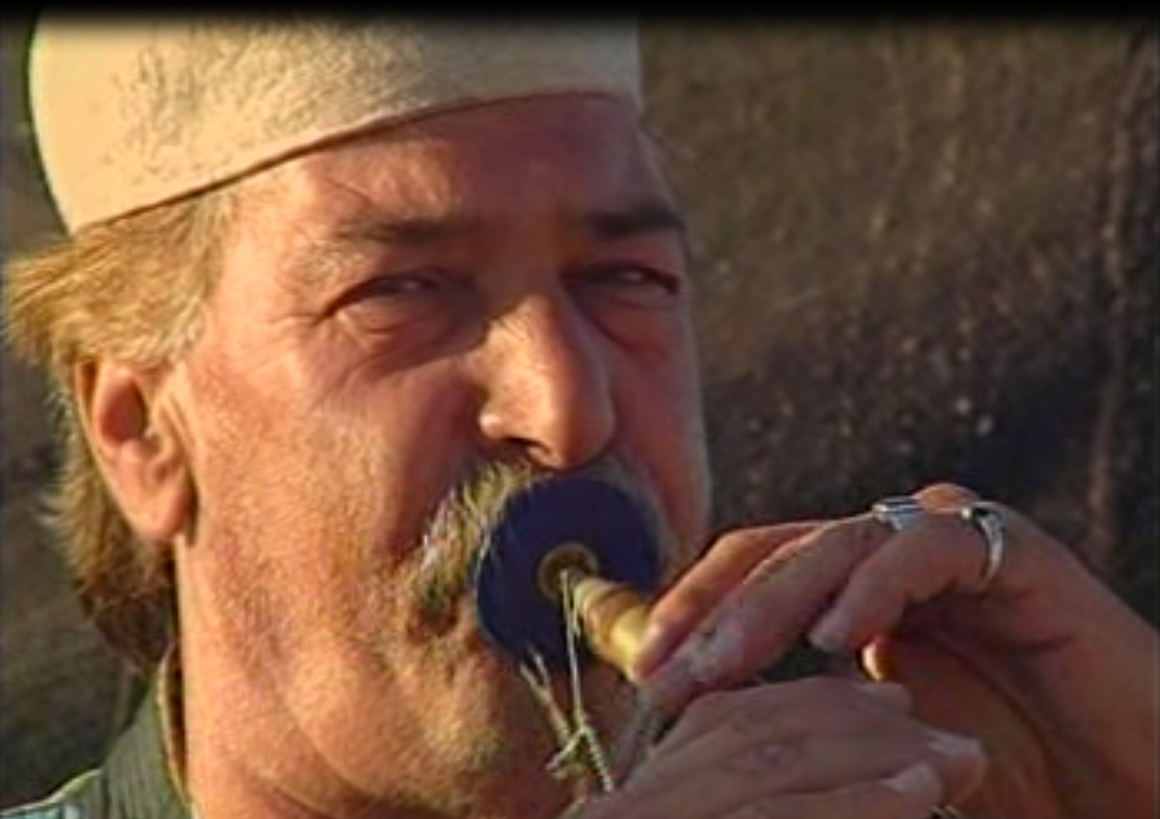
رضا مریدی در حال نواختن سرنا
شامیرزا مرادی در حال نواختن سرنا
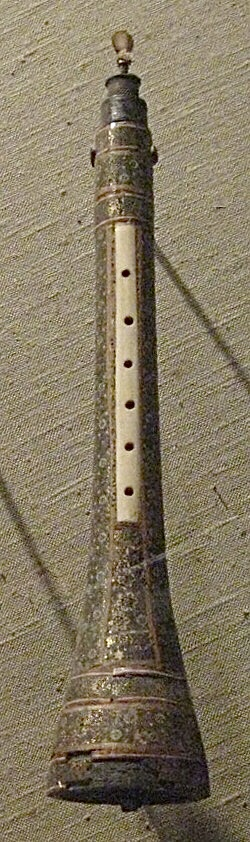
سرنای ایرانی خاتم‌کاری شده، مربوط به اواخر قرن نوزدهم میلادی. نگهداری شده در موزه متروپولیتن نیویورک